# Mary Guinan
Mary Elizabeth Guinan (ur. 1939 w Brooklynie) – profesor medycyny i epidemiolożka, wieloletnia naukowiec i administratorka w Centrum Kontroli i Prewencji Chorób, dziekanka Szkoły Zdrowia Publicznego przy Uniwersytecie Nevady w Las Vegas w latach 2004–2014, zasłużona w działaniach na rzecz eradykacji ospy prawdziwej w Indiach i jedna z pierwszych osób badających epidemię AIDS.

## Wykształcenie
Ukończyła studia na Hunter College przy Uniwersytecie Nowojorskim, otrzymując Bachelor’s degree.
W 1969 ukończyła studia fizjologiczne i biologiczne na University of Texas Medical Branch w Galveston w Teksasie, otrzymując stopień doktora. Następnie w 1972 zdobyła tytuł doktora medycyny na Uniwersytecie Johnsa Hopkinsa.
Zdobywała doświadczenie medyczne w Penn State Milton S. Hershey Medical Center.

## Kariera naukowa
Od 1974 przez 24 lata pracowała jako epidemiolożka i administratorka w Centrum Kontroli i Prewencji Chorób w Atlancie w stanie Georgia. Pracowała też w Epidemic Intelligence Service na rzecz powstrzymywania rozprzestrzeniania się chorób i eradykacji ospy prawdziwej w Indiach. Miesiąc po tym jak opuściła Indie, region został ogłoszony wolnym od ospy prawdziwej.
Później skoncentrowała swoje badania w Centrum Kontroli i Prewencji Chorób na chorobach przenoszonych drogą płciową i była częścią grupy zadaniowej, która badała pierwsze przypadki epidemii AIDS w 1981. Opublikowała pierwsze badanie na temat występowania AIDS u kobiet w Stanach Zjednoczonych. Była też głównym ekspertem w dziedzinie wirusów opryszczki. Objęła stanowisko zastępcy dyrektora naukowego Centrum Kontroli i Prewencji Chorób i jego głównej doradczyni naukowej. Była pierwszą kobietą, która sprawowała te funkcje. Również w 1981 została przyjęta do stowarzyszenia medycznego Infectious Diseases Society of America wyróżniającego osoby związane z leczeniem chorób zakaźnych.
W latach 1990–1995 pełniła funkcję szefa ds. oceny ogólnokrajowego programu zapobiegania HIV.
W 1998 została pierwszą kobietą na stanowisku stanowego dyrektora do spraw zdrowia w Nevadzie.
W 2004 została zatrudniona na Uniwersytecie Nevady w Las Vegas, w ramach której utworzyła Szkołę Zdrowia Publicznego i została jej dziekanem. Stanowisko to piastowała do 2014, kiedy przeszła na emeryturę i została profesorem emeritus.
W 2016 opublikowała książkę Adventures of a Female Medical Detective, poświęconą jej karierze w Centrum Kontroli i Prewencji Chorób.

## Nagrody i wyróżnienia
- 2001 – GSBS Distinguished Alumnus Award od University of Texas Medical Branch[6]
- 2006 – The Alma Dea Morani, MD Renaissance Woman Award od fundacji Women in Medicine Legacy Foundation za zasługi w przeciwdziałaniu ospy prawdziwej w Indiach i AIDS[5].
- 2014 – Elizabeth Blackwell Award od stowarzyszenia American Medical Women’s Association[7]